# Maria Veleda
Maria Veleda, pseudónimo artístico de Maria Carolina Frederico Crispim (Faro, 26 de febrero de 1871 – Lisboa, 8 de abril de 1955) fue una profesora, periodista, feminista, republicanista, librepensadora y espiritista portuguesa. Fue pionera en la lucha por la educación en la infancia y por los derechos de las mujeres y en la propagación de los ideales republicanos, siendo una de las más importantes dirigentes del primer movimiento feminista portugués.

## Biografía
Era hija de João Diogo Frederico Crispim y de Carlota Perpétua da Cruz Crispim, "propietarios terratenientes, cuya fortuna fue, entretanto, desbaratada", nació en el seno de una familia tradicionalmente católica, habiendo manifestado en su juventud, deseos de profesar.
En 1899, tomó contacto a través de la "Revista Branca" (1899-1900), creada por Alice Pestana con la problemática de la educación infantil en su país. Trabajó en el "Centro Escolar Republicano Afonso Costa", y apoyó los ideales de la República y del librepensamiento (1906). Iniciada en la Masonería, se convirtió en una de las grandes propagandistas de la libertad de conciencia y del anticlericalismo.
Hacia 1916, su preocupación con el sentido de la existencia la llevó a tomar contacto con los conceptos del espiritismo y del esoterismo, adhiriéndose al espiritismo filosófico, científico y experimental. Fundó el "Grupo das Sete", que más tarde se transformaría en el Centro Espiritualista Luz e Amor. Impulsó el Primer Congreso Espiritista Portugués (1925) y participó en la fundación de la Federación Espiritista Portuguesa en 1926.
Fundó las revistas "A Asa", "O Futuro", y "A Vanguarda Espírita", habiendo colaborado en la prensa espiritista de todo el país.

## Honores

### Eponimia
- Escuela EB 2,3 Maria Veleda, Concejo de Loures, Lisboa.[3]

- Calle Maria Vereda, Lisboa.[4]